# Madonna Pazzi
La Madonna Pazzi és una obra de Donatello, conservada al Staatliche Museen de Berlín, en la col·lecció d'escultures (Skulpturensammlung) del Bode-Museum. Es tracta d'un relleu de marbre de forma rectangular amb unes mides de 74,50 x 69, 50 cm, que data a la ratlla del 1425-1430.

## Història
L'obra va ser esculpida per a devoció privada a l'època de la iniciació de la col·laboració amb Michelozzo. La figura va ser d'un èxit extraordinari, es coneix l'existència de diverses còpies.

## Descripció
Representa la Mare de Déu i l'infant, de mig bust, tots dos sense aurèola. Les seves cares s'acosten tendrament amb una intensa intimitat. També va subratllar l'oval generat pel braç del nen, que abraça afectuosament la seva mare. Al grup es percep una lleugera malenconia en la falta d'expressions d'alegria o de felicitat: es tracta probablement d'un reflex conscient de la sort del fill destinat a la passió i mort.
El relleu stiacciato és tractat amb extraordinari virtuosisme, com es demostra a les suaus mans realitzades de quasi tres dimensions així (de fet, de molt pocs mil·límetres de gruix), amb la representació en escorç de la mà esquerra. Les tres dimensions també estan accentuades pel marc que té la forma d'una finestra perspectivament aplanada: aquest detall mostra el truc òptic per a una millor vista des de sota, que confirma que el tema seria un objecte de devoció privada davant del qual agenollar-se.